# Taneti Maamau
Taneti Maamau, né le 16 septembre 1960 à Onotoa, est un homme politique gilbertin, président de la République depuis le 11 mars 2016.

## Biographie
Taneti Maamau est titulaire d'un diplôme de licence en administration et en sociologie de l'université du Pacifique Sud, et d'un master en économie de l'université du Queensland.
Fonctionnaire au ministère des Finances à partir de 1979, il se lance en politique en 2007 en étant élu député de l'île d'Onotoa (dont il est originaire) au Parlement. Il siège alors sur les bancs de l'opposition parlementaire au gouvernement du président Anote Tong. Il est réélu député en 2011 et en 2015.
Seul candidat de l'opposition à l'élection présidentielle du 9 mars 2016, soutenu par la nouvelle coalition du Tobwaan Kiribati Party, il reçoit aussi l'appui de l'ancien président Teburoro Tito. Élu avec 60 % des voix,, Taneti Maamau succède le 11 mars à Anote Tong qui avait été président pendant plus de douze ans, après avoir exercé trois mandats, le maximum autorisé par la constitution.
Il obtient un second mandat en remportant l'élection présidentielle de juin 2020 avec 59,3 % des voix face au candidat de l'opposition, Banuera Berina.

## Prises de position et politiques menées

### Relations avec la république populaire de Chine
Longtemps diacre de l'Église protestante des Kiribati, Taneti Maamau met en avant son « engagement envers l'Église [et ses] valeurs chrétiennes ». Sur le plan politique, durant sa campagne présidentielle pour l'élection de 2016, il promet la gratuité de l'enseignement secondaire, la création d'un comité pour enquêter sur les affaires de corruption, et le maintien des relations diplomatiques du pays avec Taïwan plutôt qu'avec la république populaire de Chine.
Le 20 septembre 2019 toutefois, quatre jours après les Îles Salomon, il rompt les relations diplomatiques des Kiribati avec la république de Chine (Taïwan) et reconnaît la république populaire de Chine. Joseph Wu, le ministre taïwanais des Affaires étrangères, accuse Pékin d'avoir acheté ce revirement en promettant au gouvernement gilbertin de financer l'achat de plusieurs avions et de ferrys. La présidente de Taïwan, Tsai Ing-wen, dit regretter que Taaneti Mamau ait « choisi d'abandonner un ami sincère et devenir un pion de la Chine ». Pékin, pour sa part, promet aux Kiribati de nouvelles opportunités pour son développement économique. Le 27 septembre, l'opposition organise une manifestation de protestation à Tarawa, et le chef de l'opposition, Titabu Tabane, promet de rétablir les relations avec Taïwan s'il remporte l'élection présidentielle début 2020.
Lorsque l'Assemblée législative siège le 4 novembre, pour la première fois depuis ce changement d'orientation diplomatique, le gouvernement de Taaneti Mamau est privé de majorité parlementaire : certains de ses députés ont formé un nouveau parti d'opposition, Kiribati d'abord (Kiribati Moa en gilbertin), et le parti Tobwaan Kiribati ne dispose plus que de vingt sièges sur quarante-six. Le gouvernement reporte alors le vote du budget, décision qui entraîne la démission du ministre des Finances, Natan Teewe. Le 12 novembre, l'Assemblée rejette le budget. Deux jours plus tard le président de l'Assemblée, Tebuai Uaai, déclare subitement close la dernière session parlementaire avant les élections législatives à venir. Cette clôture de la session empêche l'Opposition de déposer à l'Assemblée une motion de censure visant à destituer le gouvernement. Malgré l'opposition du Parlement et l'approche des élections, Taaneti Mamau se rend en visite d'État à Pékin en janvier 2020, où il reconnaît publiquement la politique d'une seule Chine et signe un accord de participation des Kiribati au projet de Nouvelle route de la soie initié par le président chinois Xi Jinping.
La victoire de Taneti Maamau à élection présidentielle de juin 2020 scelle cette politique pro-Pékin, le seul autre candidat -Banuera Berina- étant investi par le camp pro-Taipei. Ayant remporté peu de sièges pour son parti Tobwaan Kiribati aux élections législatives en avril, le président Maamau fait la part belle à des députés élus sous les couleurs de l'opposition, et notamment du parti Kiribati d'abord, lorsqu'il nomme son nouveau gouvernement début juillet,.

### Retrait des Kiribati du Forum des îles du Pacifique
Le 8 février 2021, solidairement avec les présidents des quatre autres États micronésiens, il annonce que les Kiribati quitteront le Forum des îles du Pacifique, jugeant que cette organisation manque de considération pour les pays de la Micronésie,. En février 2022, les chefs d'État des cinq États micronésiens annoncent qu'ils suspendent leur retrait de l'organisation. Les cinq présidents s'accordent à proposer des réformes au Forum, et demandent au Forum de les adopter au mois de juin au plus tard. Le 7 juin, à la suite d'une médiation menée par les Fidji et la Nouvelle-Zélande, les dirigeants des États micronésiens confirment qu'ils demeureront membres du Forum. En contrepartie, ils obtiennent l'institutionnalisation d'une rotation du poste de secrétaire-général entre la Micronésie, la Mélanésie et la Polynésie, la garantie que le poste revienne à un candidat micronésien en 2024, et la création d'un poste de commissaire aux affaires maritimes dont le siège sera dans un État micronésien et dont le premier titulaire sera un Micronésien.
Le 9 juillet, toutefois, à deux jours du début d'un sommet du Forum aux Fidji, Taneti Maamau annonce que les Kiribati n'ont pas signé cet accord et que son pays se retire immédiatement du Forum. Il est alors révélé que son gouvernement avait refusé de participer à toutes les discussions visant à désamorcer la crise. La cheffe de l'opposition, Tessie Lambourne, ancienne haute fonctionnaire au service diplomatique, dénonce cette décision et y voit le résultat de pressions de la part de la Chine pour isoler les Kiribati vis-à-vis des partenaires océaniens traditionnels du pays. Le président des États fédérés de Micronésie, David Panuelo, indique que ses homologues micronésiens (marshallais, paluan et nauruan) et lui-même sont « surpris » par la décision du président Maamau, qui a refusé toutes leurs invitations à la discussion, ainsi que celles du Premier ministre fidjien Frank Bainimarama.

### Autres aspects de politique étrangère
Sous la présidence de Taneti Maamau, les Kiribati sont le seul petit État insulaire d'Océanie à refuser l'invitation du président américain Joe Biden au premier sommet entre les États-Unis et les États insulaires du Pacifique en développement, en septembre 2022 à Washington. Les Kiribati sont ainsi le seul État océanien en développement à ne pas signer la déclaration de partenariat qui en résulte et qui engage les États-Unis à travailler de concert avec les États insulaires du Pacifique « face à la crise climatique qui s'aggrave et à un environnement géopolitique de plus en plus complexe »,,.

### Conflit avec la justice en 2022
En mai 2022, son gouvernement suspend David Lambourne, juge à la Haute Cour et époux de la cheffe de l'opposition parlementaire Tessie Lambourne. Le gouvernement invoque des méfaits du juge, sans préciser lesquels. David Lambourne fait appel de sa suspension, et le gouvernement Maamau suspend alors le président de la Haute Cour, William Hastings, l'empêchant de traiter cet appel. En août, le gouvernement tente d'expulser David Lambourne du pays, le conduisant à l'aéroport international de Bonriki et faisant fi d'un arrêt de la Cour d'appel interdisant sa déportation. À l'aéroport, la police tente de contraindre physiquement David Lambourne d'entrer dans l'avion de la compagnie Fiji Airways, mais le refus du pilote d'embarquer un passager illégalement contraint les autorités gilbertines à y renoncer. Le juge est alors placé en détention,. S'adressant à un média néo-zélandais depuis la chambre de motel où il est retenu à Tarawa, David Lambourne affirme que les Kiribati sous le gouvernement Maamau sont devenus « un État autoritaire » qui ne permet pas au pouvoir judiciaire de fonctionner. Le président de la Fiji Law Society (en), le corps de métier des avocats aux Fidji, exprime lui aussi son inquiétude et estime que le gouvernement Maamau empêche de fait le fonctionnement du pouvoir judiciaire aux Kiribati.
Le 19 août, les avocats du gouvernement demandent à la Cour d'appel de consentir à l'expulsion de David Lambourne, et présentent à la Cour un avertissement de la part du président Maamau, qui menace de suspendre la Cour d'appel si elle ne « corrige » pas son arrêt. L'avocat américain du gouvernement affirme devant la Cour : « Cette Cour devrait faire preuve du respect le plus profond, comme le fait notre Cour suprême [des États-Unis], quand notre président envoie une lettre disant 'Ne vous mêlez pas de ça, c'est une question de sécurité nationale'. Vous n'avez pas à demander les raisons. Ça s'appelle la séparation des pouvoirs ». Les juges rejettent ce qu'ils décrivent comme une « doctrine apparemment d'origine américaine mais inconnue » en droit gilbertin. La Australian Broadcasting Corporation décrit cette crise comme similaire à celle des années 2010 à Nauru, lorsque le ministre de la Justice David Adeang avait suspendu ou expulsé les juges du pays, car ceux-ci maintenaient l'indépendance de la justice dans le cas des « Dix-Neuf de Nauru », manifestants reconnus par Amnesty International comme étant poursuivis par le gouvernement pour « des motivations politiques ». Le 26 août, la Cour d'appel confirme l'annulation de l'ordre de déportation de David Lambourne, et ordonne sa libération. Le président Maamau indique alors qu'il accepte l'arrêt, mais accuse les juges de la Cour d'appel d'être « très biaisés » et d'avoir « intentionnellement méconnu le droit ». L'avocat du gouvernement, toutefois, appelle publiquement le président à suspendre la Cour d'appel en réponse à cet arrêt, qualifiant l'arrêt de « tyrannie judiciaire ».
Le 6 septembre, le gouvernement Maamau suspend les trois juges de la Cour d'appel. Sir Ieremia Tabai, député d'opposition et ancien président de la République, condamne cette décision, soulignant qu'il n'y a désormais plus de pouvoir judiciaire pouvant contraindre le gouvernement à respecter la Constitution et le droit. Le 28 octobre, le président de la République nomme la procureure générale Tetiro Semilota (qui a le rang de ministre) présidente par intérim de la Haute Cour, aggravant les inquiétudes quant à la séparation des pouvoirs dans le pays. En décembre, sous la contrainte, William Hastings démissionne formellement de son poste de président de la Haute-Cour et retourne en Nouvelle-Zélande, tout en accusant le gouvernement Maamau d'avoir sapé « l'indépendance de la justice, l'État de droit et les droits de l'homme ». La ministre des Affaires étrangères de Nouvelle-Zélande, Nanaia Mahuta, prend la défense du juge déchu.
En avril 2024 le commissaire nommé à la Haute Cour rend un arrêté disposant que la suspension de David Lambourne était légale mais que la tentative de l'expulser du pays et la suspension de son salaire sont illégales. Le Parlement vote alors l'approbation de cet arrêté. La rapporteur spéciale sur l'indépendance de la justice pour le Haut-Commissariat des Nations unies aux droits de l'homme condamne cette décision, soulignant l'irrégularité des procédures, leur non-conformité avec les normes internationales de justice, l'impossibilité pour David Lambourne d'être entendu par une autorité judiciaire indépendante, et plus généralement les attaques répétées du gouvernement Maamau contre l'indépendance de la justice aux Kiribati,. Sir Ieremia Tabai, premier président de la République au moment de l'indépendance du pays, condamne vivement ce qu'il qualifie d'accusations inventées de toutes pièces par le gouvernement Maamau contre David Lambourne, et ajoute : « [T]ous nos juges ont été suspendus simplement parce que le gouvernement refuse de respecter les décisions de justice, ce qui n'est pas bon pour la démocratie ». David Lambourne quitte les Kiribati le 16 mai.